# 小行星7245
小行星7245（英語：7245）是一颗围绕太阳公转的小行星。1991年9月10日，亨利·E·霍爾特在帕洛马山发现了此天体。
这颗小行星的绝对星等为4.37133等。